# Churubusco

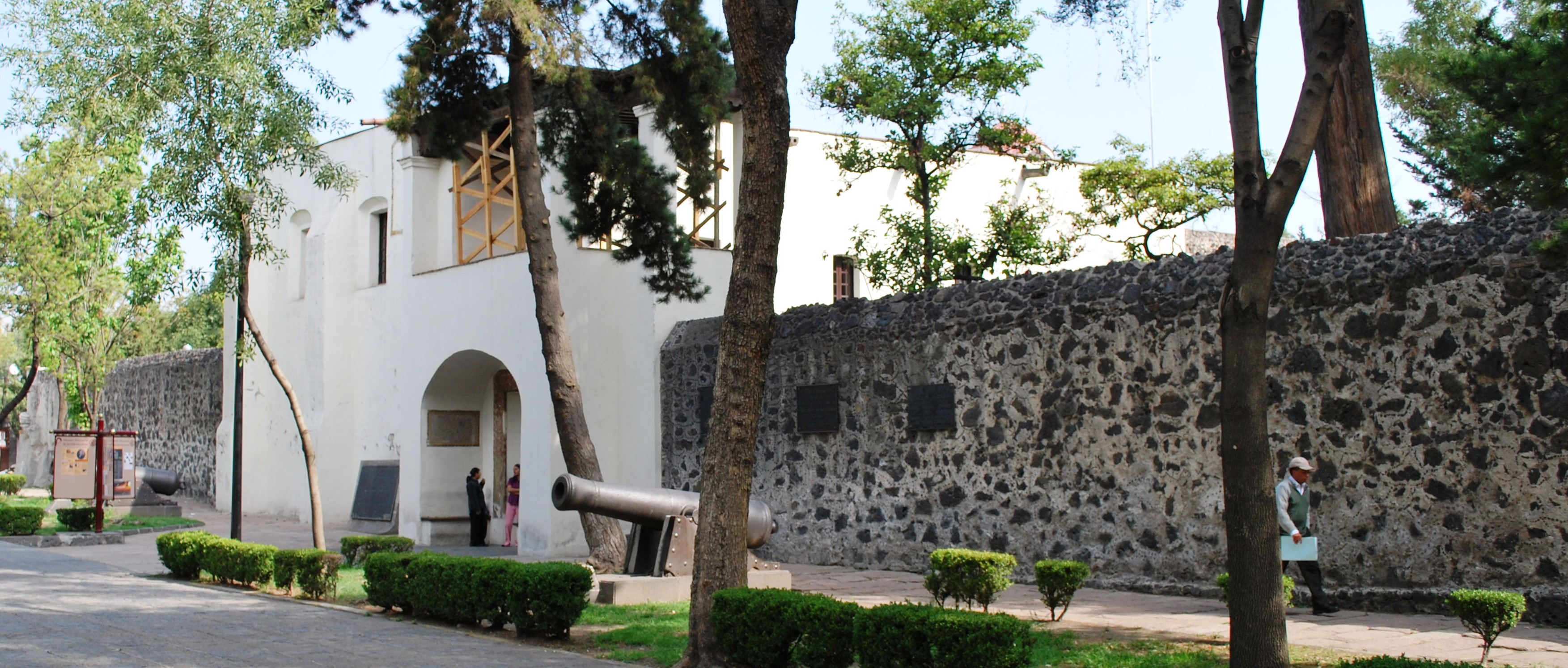
Detalle del ex Convento de Nuestra Señora de los Ángeles de Churubusco, hoy Museo Nacional de las Intervenciones.

Churubusco (del náhuatl: huitzilopochco ‘En la izquierda del colibrí, o más bien "lugar de Huitzilopochtli", dios mexica’) , es como se conoce a un conjunto de varias colonias o barrios ubicados en la Zona Sur de la Ciudad de México, dentro de la demarcación conocida como Coyoacán.
Es una zona predominantemente de carácter habitacional, que forma parte de uno de los asentamientos más característicos, conocidos, y uno de los de mayor tradición en la ciudad, cuyas colonias o barrios fueron fundados durante la etapa de expansión de la Ciudad de México durante el Siglo XX alrededor del sitio homónimo y de mayor importancia en el lugar: El Ex Convento de Nuestra Señora de los Ángeles de Churubusco.
Siendo este último construido durante el periodo colonial por los frailes dieguinos, una de las ramas de la Orden Franciscana que se establecieron en el lugar, el cual ya estaba habitado desde la época prehispánica; y a quienes en el siglo XIX les fue arrebatado el inmueble para funcionar como cuartel de las tropas mexicanas para defender a la vecina capital de las tropas invasoras estadounidenses, otorgándole así al lugar un sitio importante en la historia de México al acontecer una de las batallas más comentadas de la Intervención estadounidense en México, la llamada Batalla de Churubusco.
Dicho convento actualmente alberga al Museo Nacional de las Intervenciones, y conserva también una importante colección de arte sacro del periodo virreinal de México. Churubusco también es conocido por el Eje Vial denominado Río Churubusco, el cual forma parte del Circuito Interior Bicentenario de la Ciudad de México y sigue más o menos el trayecto del antiguo río homónimo que atravesaba la zona, convertido ahora en eje vial en la segunda mitad del siglo XX, y remozado a comienzos de 2009 dándole su actual nombre.

## Toponimia
Churubusco es un topónimo de origen náhuatl. Resultó de la castellanización de Witsilopochko, que deriva de los vocablos Witsilopoch- 'Izquierda del colibrí' y el locativo -ko. Se traduce como "en el lugar donde adoran a Huitzilopochtli".

## Ubicación
Pese a haberse fundado el convento en el antiguo poblado indígena asentado en el Valle de México desde la época prehispánica, San Diego Churubusco (como se le conoció al poblado en el periodo colonial) mantuvo su carácter de pueblo ubicado entre la antigua Calzada de Tlalpan y el vecino poblado de Villa Coyoacán, este último de mayor importancia. Hasta el siglo XX, periodo en que la expansión de la ciudad hacia el Sur le absorbe para incorporarse a ella, surgen los fraccionamientos de grandes porciones de tierras para convertirlos en colonias o barrios, de ahí que las zonas aledañas en las que se asentaron los grandes fraccionamientos urbanos se conozcan con los siguientes nombres:
- Campestre Churubusco
- Churubusco Country Club
- Héroes de Churubusco
- Prado Churubusco
- Unidad Habitacional Ermita Churubusco
- Jardines de Churubusco

La zona del antiguo poblado, que corresponde a San Diego Churubusco se encuentra delimitada por: Al Norte, la Avenida Circuito Interior Bicentenario y la Colonia Portales; al Sur la Avenida Mártires irlandeses y el Barrio de San Mateo; al Este la Calzada de Tlalpan y la colonia Churubusco Country Club; y al oeste, la Avenida División del Norte y la Colonia el Carmen. Se encuentra ubicado dentro de los límites de la zona Norte de la Delegación Coyoacán, la cual forma parte de la Ciudad de México.

## Nomenclatura
La nomenclatura asignada a las calles de la zona original (cuya traza es la original del poblado asentado alrededor del convento) rinde homenaje tanto a los personajes como a las tropas y ejércitos, así como a fechas decisivas de la denominada Batalla de Churubusco. Algunas de las calles fueron llamadas en honor a los héroes de dicha batalla, como el General Pedro María Anaya, o al famoso ejército del Batallón de San Patricio y otra en honor a los Héroes del 47. Mientras que otras calles y callejones de menor tamaño conservan su nombre original de la colonia, como el Callejón de San Miguel.

## Historia

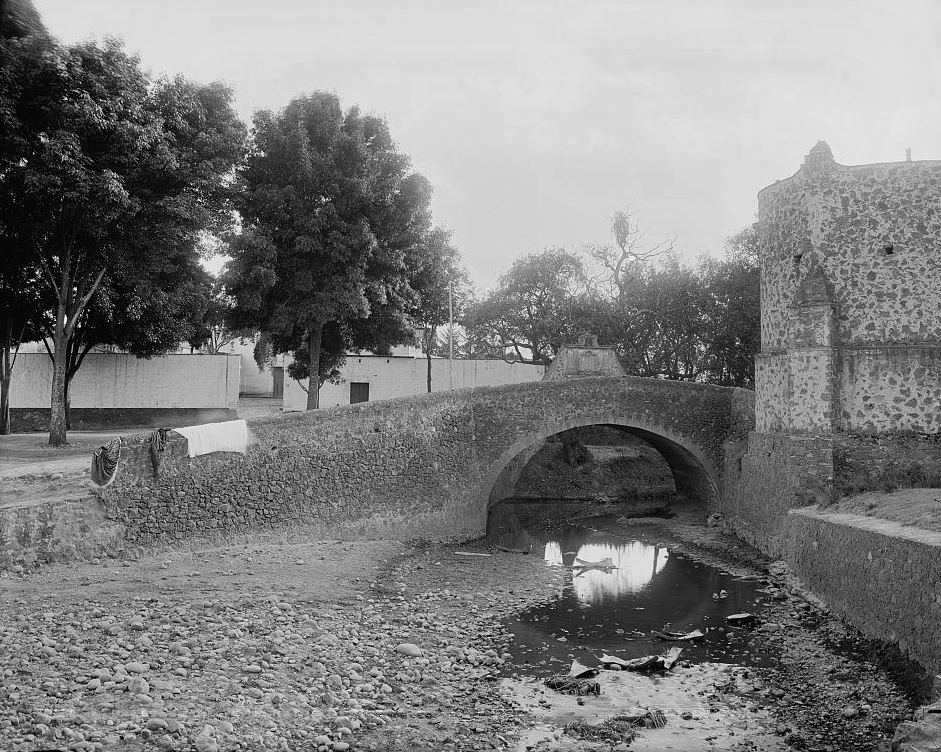
Antiguo puente del Río Churubusco, el cual está ubicado en la zona llamada de los viveros de Coyoacán. La construcción a la derecha corresponde a parte posterior de la capilla de San Antonio Panzacola, y al fondo se ubica parte de la hacienda del Altillo. De aquí partían los caminos que llevaba a San ángel, Coyoacán y Churubusco. La fotografía corresponde a la primera mitad del y las dos primeras construcciones aún se mantienen en pie.

Al poblado se conoció desde la época prehispánica como Huitzilopochco. A raíz de la imposición del idioma español durante la época del virreinato el topónimo nahuatl sufrió una modificación en su pronunciación, pasando de Huitzilopochco a "Churubusco" (del náhuatl huitzitzilin, "colibrí", y opochtli, "zurdo o sureño"), en honor al Dios azteca Huitzilopochtli. Asentado en la ribera Sur del Lago de Texcoco, cuyos orígenes datan aproximadamente desde el año 1,065 A.C.. Este lugar fue el sitio en dónde se ubicaba un tianguis (mercado) muy conocido entre los antiguos habitantes de la zona gracias a las mercancías que los antiguos comerciantes aztecas llevaban (tanto productos locales como de otras regiones) de paso entre este punto y la ciudad de México-Tenochtitlán, a través de la antigua Calzada de Tlalpan o en canoas cruzando el antiguo lago.
Tras la caída de Tenochtitlan, Hernán Cortés asignó la encomienda de Huitzilopochco al conquistador (y enemigo personal) Bernardino Vázquez de Tapia, quien la conservó brevemente, solicitando poco después que le fuera cambiada por la de Huamuxtitlán (en el actual estado de Guerrero), dejando vacante la de Huitzilopochco, que permaneció en manos de la corona hasta 1536, cuando volvió a ser adquirida por Vázquez de Tapia después de un largo litigio en el que reclamó retribuciones por sus méritos en la conquista. Tras su muerte, en 1559, la encomienda fue heredada primero por su hijo y después por su nieto, ambos del mismo nombre, hasta que en 1640, los tributos de Huitzilopochco fueron otorgados al Conde de Cifuentes. 
Ya en el siglo XVI, la orden franciscana erigió una pequeña iglesia y un convento probablemente entre 1528 y 1548, hecho enteramente de ladrillos y de edificados ambos edificios enteramente por frailes. La construcción fue atribuida a Fray Juan de Zumárraga. Por un tiempo pasó a la administración secular y hacia 1587 fue dado a la orden de los dieguinos, rama de la orden franciscana y una de las primeras en establecerse en el virreinato, fundándolo bajo la advocación de Nuestra Señora de los Ángeles y conocido desde entonces como Convento de Nuestra Señora de los Ángeles de Churubusco; en cuanto al poblado el nombre de San Diego Churubusco se debió como resultado de que la orden religiosa estableciera dicho convento.
Durante todo el periodo colonial el convento sufrió varias remodelaciones y ampliaciones gracias a los donativos otorgados a la orden, así como a la renta que ésta poseía, logrando que se pudiesen expandir los espacios exteriores (huerta, capilla) así como las habitaciones del edificio, el cual fue decorado con hermosas talaveras poblanas y pinturas en los claustros interiores y en la capilla, enriqueciendo así el patrimonio tanto arquitectónico como artístico, del cual buena parte se conserva a la fecha y forma en buen medida el importante acervo del actual museo.
Consumada la Independencia de México y a lo largo del siglo XIX la zona de Churubusco, al igual que otros poblados de la región como la vecina Villa Coyoacán o Tlalpan, se caracterizaron por ser grandes extensiones de cultivos dedicados a la siembra de hortalizas y legumbres, y huertos frutales cuyos productos abastecían a la capital y poblaciones vecinas, los cuales pertenecían a grandes haciendas, que eran muy productivas por aquellos años.
Si bien el convento continuó perteneciendo a la orden dieguina durante los primeros años del siglo XIX y aún a pesar de la inestabilidad política en que se encontraba el país, fue finalmente que durante la Intervención estadounidense en México, hacia el año de 1847, los frailes de la orden se vieron obligados a desalojar su convento, ya que a los fuertes y resistentes muros del edificio fueron destinados como cuartel del ejército mexicano, lugar de sitio de resistencia, así como de defensa de la ciudad en contra el invasor estadounidense, cuya posición estratégica tenía el fin de cortar el avance a éstas tropas hacia la capital. Los hechos acontecieron el 20 de agosto de 1847, y a este episodio de la guerra se le conoce como la Batalla de Churubusco, en donde las tropas mexicanas junto con el Batallón de San Patricio (formado por desertores del ejército estadounidense, así como de origen irlandés) pelearon con el objetivo de detener el avance del enemigo hacia la Ciudad de México, intentado cortar el paso de éste hacia la Calzada de Tlalpan a través del Río Churubusco. Fue en este lugar en donde una vez terminado el combate ante la falta de municiones por parte del ejército mexicano, y tomada la plaza por las tropas estadounidenses, el General Pedro María Anaya formula la histórica frase realizada ante el General invasor David Twiggs: "Si hubiera parque, no estaría usted aquí..".

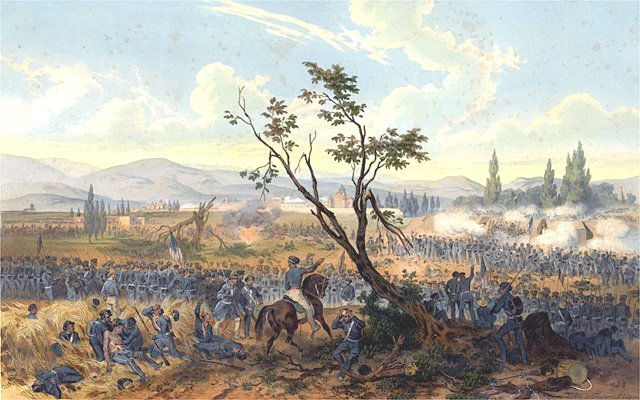
La Batalla de Churubusco en el año de 1847. Grabado de Carl Nebel.

Durante el Porfiriato, el lugar continuó manteniendo un carácter predominantemente agrícola, aunque ya se comenzaban a edificar algunas casas de campo y quintas o villas de veraneo establecidas en las cercanías de la Villa Coyoacán y en la recién fundada colonia del Carmen, así como a lo largo de la Calzada de Tlalpan. En terrenos cercanos al poblado de Churubusco se estableció a principios de 1900 el primer club campestre de la Ciudad de México., y en él, se creó el primer campo de golf del todo el país el cual fue conocido como San Pedro de Golf Club, en el cual llegaron a jugar algunos de los principales campeones de los Estados Unidos y de la Gran Bretaña en ese momento. El club cerró sus instalaciones al comienzo de la Revolución Mexicana.
Ya para mediados del siglo XX la expansión de la mancha urbana de Ciudad de México hacia el Sur alcanza a los poblados de Villa Coyoacán y a Churubusco, y las tierras que antaño fueron de cultivo ahora son fraccionadas para convertirse en las nacientes y modernas colonias dotadas con los servicios necesarios para satisfacer a la nueva población que demandaba espacios habitables y con buena infraestructura. En consecuencia al desarrollo de la urbanización viene el de la ampliación y la creación de modernas avenidas y ejes viales, y los caminos de antaño, de marcado aspecto rural, ahora dan paso a modernas y grandes avenidas; en tanto que el otrora Río Churubusco es entubado y convertido en un moderno viaducto, cumpliendo así, con el ideal urbanizador del transporte en auto y de avenidas que conectaran de forma rápida a varios puntos de esta parte de la ciudad y hacia otros rumbos.
Por esas fechas en que esta parte del Valle de México se desarrollaba, se establecen también varias sedes de empresas y compañías, así como zonas comerciales, destacando entre ellas los estudios de cine más antiguos de la América Latina: los Estudios Churubusco, uno de los estudios cinematográficos que más rodajes de películas llevó a cabo en México, durante la llamada Edad de oro del cine mexicano.
Posterior al desarrollo habitacional y comercial, así como de la demanda de medios eficientes de transporte y la ventaja y posición geográfica que representó en su momento (y que todavía mantiene) esta parte de la ciudad, se llevaron a cabo una serie de reformas e implementaciones urbanas, entre las que destacaron la construcción de la ampliación de la línea 2 del Metro de la Ciudad de México, que corre desde la estación de Pino Suárez hasta Tasqueña; dichas obras dieron inicio en el año de 1974, ubicando la estación terminal de la línea 2 del Metro en la cercana colonia de Campestre Churubusco. Adjunta a ésta terminal del metro, se ubica otra estación terminal de nombre homónimo (Tasqueña), que corresponde al Tren Ligero de la Ciudad de México.

## Actividad cultural

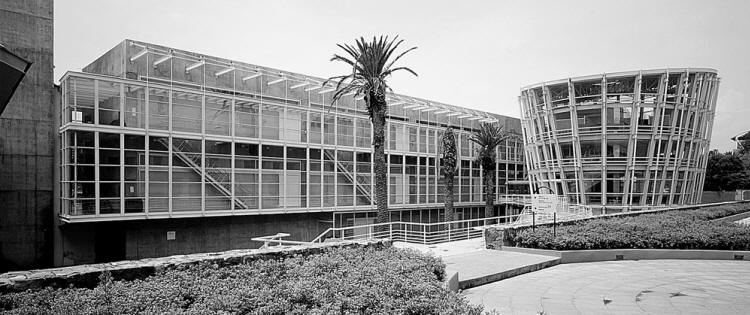
Detalle de las modernas instalaciones del CENART.

Uno de los grandes espacios dedicados al arte y que están ubicados en la parte Sur de la Ciudad de México, es el que corresponde al llamado CENART (o Centro Nacional de las Artes, conocido por sus siglas), creado en el año de 1994 en terrenos que corresponden a la colonia Churubusco Country Club, entre el Circuito Interior Bicentenario y la Calzada de Tlalpan. Este lugar es uno de los principales centros difusores de arte en la Ciudad de México y en el país, cuya misión es generar y explorar nuevos modelos y enfoques en torno a la educación, investigación y difusión artísticas; fomentar la interdisciplina en el arte; impulsar las nuevas tecnologías en las artes, así como crear espacios de cooperación académica y artística entre instituciones de diferentes sistemas y niveles en México y en el extranjero.
Por otra parte, fue en el año de 1980 en que el inmueble que correspondió al antiguo convento dieguino, se adaptó para establecer en él al Museo Nacional de las Intervenciones, el cual ocupa un lugar destacado en su acervo y por su temática en ciudad, y dedicado a mostrar las intervenciones extranjeras en México, desde su nacimiento como país independiente hasta principios del siglo XX. A pesar de contar con una buena colección y exposición de objetos relacionados con la temática del museo, bien vale la pena ver la colección de arte sacro que conserva el recinto, el cual cuenta con un bello claustro, cuyas paredes están decoradas con Talavera poblana y pinturas al fresco, así como una bellas capilla con hermosos retablos. Ambos resaltan la belleza del conjunto monástico que data de la colonia.

## Transporte
Los autobuses de RTP (o Red de Transporte de Pasajeros del Distrito Federal) que brindan sus servicios en la zona son:
- La ruta de la Zona Sur M-03, corresponde a la Ruta 31-B con el nombre de República de El Salvador - Deportivo Xochimilco, que corre a lo largo de la Calzada de Tlalpan.
- La ruta de la Zona Sur M-03, que corresponde a la Ruta 141 que lleva por nombre Villa Milpa Alta - Metro Tasqueña/Tláhuac, que corre por la Calzada de Taxqueña y la Avenida Tláhuac.
- La ruta de la Zona Sur M-03, que corresponde a la Ruta 143 que lleva por nombre Villa Milpa Alta - Metro Tasqueña/Xochimilco, que corre por la Avenida Canal de Miramontes, la Prolongación de la Avenida División del Norte y la Carretera a Oaxtepec.
- La ruta de la Zona Sur M-03, corresponde a la Ruta 145-A con el nombre de Santiago Tepalcatlalpan - República de El Salvador, que corre a lo largo de la Calzada de Tlalpan.
- La ruta de la Zona Oriente M-08, corresponde a la Ruta 60 con el nombre de San Lorenzo Tezonco - San Ángel, que corre a lo largo de la Avenida Miguel Ángel de Quevedo, la Calzada de Taxqueña y la Avenida Tláhuac.
- La ruta de la Zona Oriente M-08, corresponde a la Ruta 116-A con el nombre de Río de Guadalupe - Metro General Anaya, que corre a lo largo de la Avenida Xicoténcatl, 20 de agosto y Héroes del 47.

Las líneas que cubre la ruta del trolebús que pasan por esta zona corresponde a la recién inaugurada "Línea A" Eje Central Corredor Cero Emisiones, la cual corre desde la Terminal de autobuses del sur, por la Avenida División del Norte hasta incorporarse al Eje Central Lázaro Cárdenas. Dicha línea se ubica en el límite Oeste de Churubusco con la Colonia del Carmen.
En cuanto a estaciones del metro, la más cercana corresponde a la estación General Anaya de la línea 2 del Metro de la Ciudad de México así como la terminal de dicha línea conocida como Tasqueña, la cual comparte con la zona de Taxqueña.
Esta estación terminal del metro, conecta con la estación terminal Tasqueña que forma parte de la red del Tren Ligero de la Ciudad de México.

## Edificios religiosos
- Iglesia de San Mateo Apóstol

## Principales atractivos
- Museo Nacional de las Intervenciones
- Centro Nacional de las Artes
- Parque Masayoshi Ōhira (La Pagoda)

## Curiosidades
- Aunque su nombre verdadero es Churubusco, popularmente se le conoce como "Churrobrusco" por un juego de palabras nacido en los años 30, aunque claro está, este último es un nombre incorrecto.